# Ministério do Turismo (Uruguai)
| Ministério do Turismo e Esporte                                          |                   |
| Rambla 25 de Agosto de 1825 esq. Yacaré S/N Montevidéu www.mintur.gub.uy |                   |
| Atual ministro                                                           | Liliam Kechichián |

O Ministério do Turismo e Esporte (espanhol : Ministério de Turismo y Deporte), é um ministério do Uruguai, liderado atualmente pela ministra Liliam Kechichián. Dentre suas funções atualmente está a orientação, estímulo, promoção, regulamentação, investigação e controle do turismo, bem como das atividades e serviços diretamente relacionados ao mesmo. Igualmente, possui também a função de promover o esporte, tanto profissional quanto amador.
Foi criado a partir da supressão Ministério do Esporte e da Juventude, através da lei 17866 de 18 de março de 2005, em que o Ministério do Turismo passou a absorver parte das atribuições e competências do mesmo, passando a chamar-se Ministério do Turismo e Esporte.